# Shurei-mon
Shurei-mon (japanisch 守礼門, etwa deutsch „Tor zur Einhalt der Riten, Tor der Riten, Tor des Anstands“) ist das Eingangstor chinesischen Stils (Pailou) zur Burg Shuri in Shuri, Naha auf Okinawa. Es wurde während der Herrschaft von König Shō Sei (reg. 1527–1555) um 1526 errichtet.
Ursprünglich hieß das Tor Taiken-mon (待賢門) nach der damaligen Tafel mit der Inschrift Taiken (待賢 ‚erwarten [dem Träger] der Weisheit‘) und dann Shuri-mon (首里門 ‚Shuri-Tor‘) nachdem die Tafelinschrift entsprechend geändert wurde. Für chinesische Gesandtschaften wurde die Tafel durch eine mit dem Text Shurei no kuni (守禮之邦, „Land des Anstands“) ersetzt.
1664 wurde diese Tafel dauerhaft angebracht, wodurch das Tor seinen heute üblichen Namen erhielt. Im lokalen Okinawa-Dialekt wird das Tor auch Uii nu Aijō (上の綾門 ‚oberes Prachttor‘) genannt und war das zweite Tor zwischen dem Kankai-mon (歓会門 ‚Empfangstor‘) und dem heute nicht mehr erhaltenen Chūzan-mon (中山門 ‚Chūzan-Tor, Mitten-Berg-Tor‘) – auch Shicha nu Aijō (下の綾門 ‚unteres Prachttor‘) genannt –, wodurch es heute das äußerste Tor zur Burg ist.
Als solches stellt es ein Wahrzeichen der Burg dar und weil diese Sitz der Könige des Königreichs Ryūkyū war auch von Okinawa, was sich auch darin äußert, dass es seit dem Jahr 2000 auf dem 2000-Yen-Schein abgebildet ist. Auch war der Shurei-mon 1958 als Briefmarkenmotiv auf einer 300-Yen-Marke der ehemaligen Ryūkyū-Post abgebildet.
1933 wurde es zum Japanischen Nationalschatz erklärt, wobei es diesen Status aufgrund seiner Zerstörung im Zweiten Weltkrieg wieder verlor. Das heutige Tor ist eine originalgetreue Rekonstruktion von 1958.
Fußnote